# 新ピツィカート・ポルカ
『新ピツィカート・ポルカ』（ドイツ語: Neue Pizzicato-Polka）作品449は、ヨハン・シュトラウス2世が1892年に作曲したピッツィカートのためのポルカ。

## 解説
1869年に弟ヨーゼフと合作した『ピツィカート・ポルカ』に対して、この『新ピツィカート・ポルカ』は、1892年の春頃に作曲されたヨハン2世単独での作品である。1893年のオペレッタ『ニネッタ侯爵夫人』第3幕の冒頭3曲目に弦楽器のピッチカート奏法で演奏される間奏曲（インテルメッツォ）として作曲された。
演奏時間3分弱ほどの、軽快でユーモラスなタッチの曲想の佳作小品である。とはいえ、1869年夏に弟ヨーゼフと編作した、より単純な曲想の質素で地味な響きに覆われた『ピツィカート・ポルカ』より音楽的内容の度合いは応用化されている。中間部のトリオで、鉄琴とトライアングルの演奏が加わる点は、基本的に既作『ピツィカート・ポルカ』の雰囲気とそう変わらず、むしろそれを踏襲した平易な作品構成となっている。現在では本来のオペレッタ中の間奏曲としてよりも、単独で演奏会などでコンサート・ピースとして演奏・録音される例が多く目につく。
『ピツィカート・ポルカ』に比べると演奏されることは少ないが、1992年のカルロス・クライバー指揮と1997年のリッカルド・ムーティ指揮、それに2006年のマリス・ヤンソンス指揮のニューイヤーコンサートで演奏されたことがある。2006年にはバレエに合わせて演奏された。

## 構成
『ピツィカート・ポルカ』と同じゆっくりとしたポルカであり、弦楽器奏者は弓を置いて、ピツィカートだけで演奏する。弦を弾く軽やかな効果と、テンポの動かし方の妙で気の効いた作品となっている。